# Сівашик
Сівашик — ландшафтний заказник загальнодержавного значення. Об'єкт розташований на території Якимівського району Запорізької області, на схід від села Атманай.
Площа — 2800 га, статус отриманий у 1996 році.